# 紫薇镇
紫薇镇，是中华人民共和国贵州省铜仁市印江土家族苗族自治县下辖的一个乡镇级行政单位。
2015年3月18日，贵州省人民政府批复同意印江县乡镇行政区划调整，新设置的紫薇镇辖原永义乡。

## 行政区划
紫薇镇下辖以下地区：
永义村、幕龙村、坝峨村、尖峰村、石前村、竹根坡村、田家湾村、竹元村、官寨村、河坎村、张家坝村、豆凑林村、大面坡村、大水溪村、大园址村、团龙村和袁家林村。

## 中国传统村落
2013年8月，团龙村被评为第二批中国传统村落。